# Oedicarena nigra
Oedicarena nigra är en tvåvingeart som beskrevs av Hernandez-ortiz 1988. Oedicarena nigra ingår i släktet Oedicarena och familjen borrflugor. Inga underarter finns listade i Catalogue of Life.